# Championnats d'Afrique d'aviron de plage sprint 2022
Navigation
Édition suivante
Les championnats d'Afrique d'aviron de plage sprint 2022, première édition des championnats d'Afrique dans cette discipline, se déroulent les 27 au 28 octobre à Hammamet, en Tunisie,,, avec la participation de l'Algérie, de la Libye, du Maroc, de l'Égypte, de Djibouti, du Soudan, de la Côte d'Ivoire, du Kenya, du Togo, de l'Afrique du Sud, du Zimbabwe et du Cameroun,,.

## Podiums
Les médaillés dans cette compétition sont les suivants :

### Seniors

#### Hommes
| Épreuves            | Or                                 | Argent                              | Bronze                           |
| ------------------- | ---------------------------------- | ----------------------------------- | -------------------------------- |
| Skiff CM1x          | Mohamed Taieb (TUN)                | Ali Alaa (EGY)                      | Ayemene Mostefa (ALG)            |
| Deux de couple CM2x | Tunisie Hani Sbeitia Billel Frigui | Maroc Ibrahim Mragui Ayoub Bousseta | Égypte Mohamed Ali Adham Mahgoub |

#### Femmes
| Épreuves            | Or                                 | Argent                                        | Bronze                                |
| ------------------- | ---------------------------------- | --------------------------------------------- | ------------------------------------- |
| Skiff CW1x          | Khadija Krimi (TUN)                | Maryam Abdellatif (EGY)                       | Racha Hind Manseri (ALG)              |
| Deux de couple CW2x | Tunisie Sahar Moumni Sarra Zammali | Algérie Chaïma Hellal Berrouane Amira Sebbouh | Égypte Maryam Abdellatif Amna Hussein |

#### Mixte
| Épreuves              | Or                                 | Argent                             | Bronze                                     |
| --------------------- | ---------------------------------- | ---------------------------------- | ------------------------------------------ |
| Deux de couple CMix2x | Tunisie Hani Sbeitia Khadija Krimi | Égypte Mohamed Koutta Nour El Huda | Maroc Majdouline El Allaoui Ibrahim Mragui |

### Juniors

#### Hommes
| Épreuves             | Or                                   | Argent                                   | Bronze                             |
| -------------------- | ------------------------------------ | ---------------------------------------- | ---------------------------------- |
| Skiff CJM1x          | Mohamed Rayen Hafsa (TUN)            | Marwan Mohamed (EGY)                     | Chérif Boukhous (ALG)              |
| Deux de couple CJM2x | Égypte Marwan Mohamed Omar El Komaty | Tunisie Mohamed Amine Herchi Ahmed Talbi | Maroc Ibrahimi Jabir Ilyass Chafik |

#### Femmes
| Épreuves             | Or                                          | Argent                             | Bronze                                            |
| -------------------- | ------------------------------------------- | ---------------------------------- | ------------------------------------------------- |
| Skiff CJW1x          | Hela Belhaj Mohamed (TUN)                   | Hannah El Sobky (EGY)              | Lylia Ikram Meguedad (ALG)                        |
| Deux de couple CJW2x | Tunisie Aicha Abdelaziz Hela Belhaj Mohamed | Égypte Hannah El Sobky Nesreen Ali | Algérie Lala Sabria Boukhous Lylia Ikram Meguedad |

#### Mixte
| Épreuves               | Or                                              | Argent                            | Bronze                                       |
| ---------------------- | ----------------------------------------------- | --------------------------------- | -------------------------------------------- |
| Deux de couple CJMix2x | Tunisie Mohamed Rayen Hafsa Hela Belhaj Mohamed | Égypte Hannah El Sobky Ziad Morsy | Algérie Lylia Ikram Meguedad Chérif Boukhous |